# Piazza della Rinascita
Piazza della Rinascita, detta comunemente piazza Salotto, è una delle più importanti piazze di Pescara, assumendo sin dalla nascita il ruolo di baricentro della vita cittadina. Fu creata in seguito ai bombardamenti di Pescara del 1943, che colpirono pesantemente la zona centrale della città; questo spazio, un tempo parte del corso Umberto I, venne lasciato libero con l'intenzione di farne il nuovo punto di aggregazione cittadino, che fino ad allora era sempre stato nella vicina piazza Sacro Cuore.

## Storia

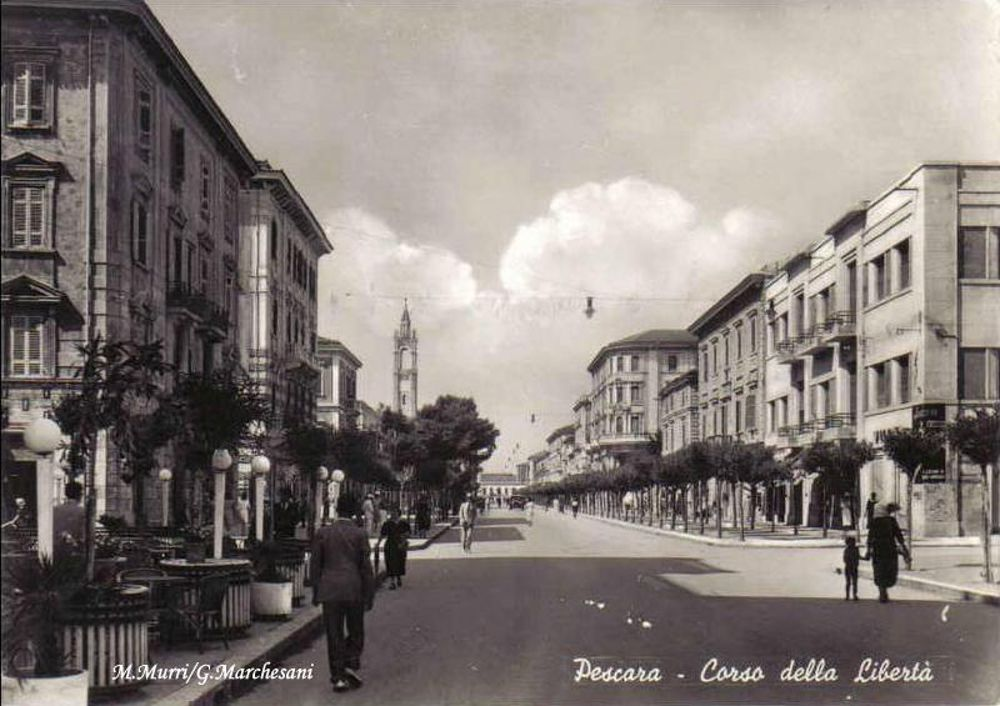
Il tratto di corso Umberto I corrispondente a piazza della Rinascita prima dei bombardamenti

La zona dove oggi sorge la piazza vede le sue origini nel piano di urbanizzazione dell'ex comune di Castellammare Adriatico del sindaco Leopoldo Muzii, che concentrò le attività cittadine sulla fascia costiera, spostando il centro del paese dai colli verso la stazione Centrale, costruita nel 1863. Nuove case iniziarono a popolare i due grandi assi viari ortogonali corso Vittorio Emanuele II e corso Umberto I, con quest'ultimo che arriva sino al mare: andarono a crearsi tre piazze, attraversate dal corso Umberto I,  partendo dalla stazione sino alla riviera: piazza Stazione (oggi Repubblica), piazza Mercato (in seguito piazza Vittorio Emanuele ed oggi piazza Sacro Cuore, dal nome della chiesa ivi presente), in origine il cuore pulsante di Castellammare, ed infine piazza Crispi, oggi I Maggio.
Alla fine del corso Umberto I, nello slargo sulla riviera oggi chiamato largo Mediterraneo, sorgeva sino agli anni '40 il Monumento ai caduti, andato perduto durante la seconda guerra mondiale e sostituito da un giardino ad orologio fino al 1987, quando venne data alla piazza la sua sistemazione odierna, incentrata sulla Fontana la Nave di Pietro Cascella. Negli anni '60 venne ridisegnata la zona di piazza I Maggio, ricavando dalla demolizione nel 1962 dell'ex teatro Pomponi uno spiazzo, oggi occupato da una chiesa in stile moderno, che si affaccia sulla riviera.
Corso Umberto I, inframmezzato dalle tre piazze, si propose nei primi anni del Novecento come luogo centrale di svago, con caffè, circoli letterari, alberghi e tutte le principali attrattive del turismo balneare alto borghese dell'epoca. Lo stile della zona è ancora visibile da vecchie cartoline e fotografie, fra le quali quelle che immortalano Palazzo Ciaranca, posto all'ingresso di via Regina Elena, e la fila di edifici oggi non più esistenti dove andrà a sorgere la piazza della Rinascita. Ancora oggi è visibile Villa Urania, all'ingresso di viale Regina Margherita (prima dello sviluppo edilizio chiamata viale dei Pini, includendo anche via Nicola Fabrizi); negli anni '30 all'incrocio del corso con questa via fu eretto il Palazzo Muzii, di stile neo rinascimentale.
La seconda guerra mondiale ha causato gravissimi danni alla zona centrale di Pescara, poiché il primo bombardamento aereo alleato del 31 agosto 1943 colpì proprio l'area della riviera, del corso e di via Nicola Fabrizi, uccidendo centinaia di persone, e distruggendo o gravemente danneggiando la quasi totalità dei palazzi. Con la ricostruzione del 1947-50, su progetto di Luigi Piccinato, la nuova piazza, inizialmente chiamata piazza della Libertà, verrà intitolata agli auspici di rinascita materiale, sociale ed economica della città, ridotta ad un cumulo di macerie dalla guerra. Tra i primi palazzi ad essere ricostruiti vi fu quello porticato posto all'incrocio con via Regina Elena, in stile razionalista moderno subito seguito negli anni '60 dal Palazzo Arlecchino ed infine da diversi complessi condominiali all'incrocio di corso Umberto I con via Fabrizi. L'unica testimonianza storica supersite della piazza è il Palazzo Muzii.

Negli anni '70 venne coniato dalla stampa locale il termine piazza Salotto, che ebbe notevole fortuna e che da allora ha definitivamente rimpiazzato la definizione di piazza della Rinascita fra i cittadini.

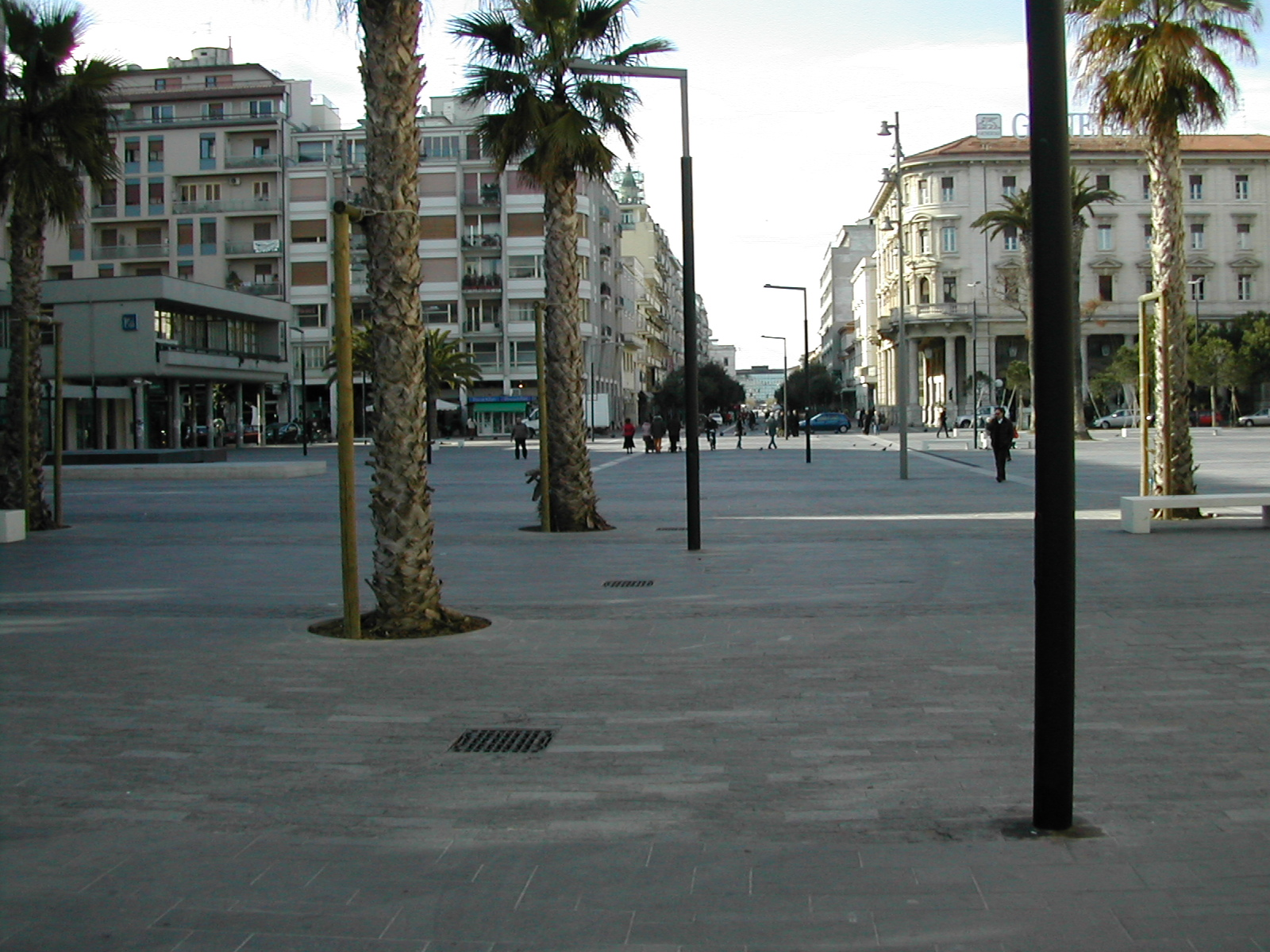
La piazza, e alla fine di corso Umberto I la stazione Centrale

La piazza restò pressoché immutata per più di 50 anni, fino ai lavori di ripavimentazione del 2006 in pietra lavica mista a pietra bianca, che ne ridisegnarono l'assetto eliminando anche il tratto stradale di corso Umberto I, da tempo chiuso al traffico, che la divideva in due; fino alla fine degli anni '80 infatti era attraversabile dalle automobili.
Prima dei lavori del 2006 nella piazza vi erano diverse palme circondate da panchine, ma nonostante lo sforzo di preservare le alte piante, molte di queste furono abbattute nel 2010 a causa di una infestazione da punteruolo rosso, e sostituite da magnolie. Il 14 dicembre 2008 venne installata la scultura in polimetilmetacrilato Huge Wineglass (grande calice di vino) dell'architetto giapponese Toyoo Itō, ma l'opera si crepò già nel 2009, 64 giorni dopo la sua installazione, ed in seguito venne rimossa avviando un contenzioso tra l'amministrazione comunale e la ditta costruttrice.
Oggi la piazza è il cuore centrale della città ed è regolarmente sede di eventi e manifestazioni culturali, sportivi, concertistici e mondani di carattere nazionale e internazionale, come la presentazione del Giro d'Italia 2023 e i concerti dei Premiata Forneria Marconi nel 2003, Piero Pelù nel 2008, i Tiromancino nel 2015, i Modena City Ramblers nel 2016, i Management nel 2017, Vinicio Capossela nel 2017, Daniele Silvestri nel 2019 e Malika Ayane nel 2022.

## Edifici e monumenti
I principali monumenti:

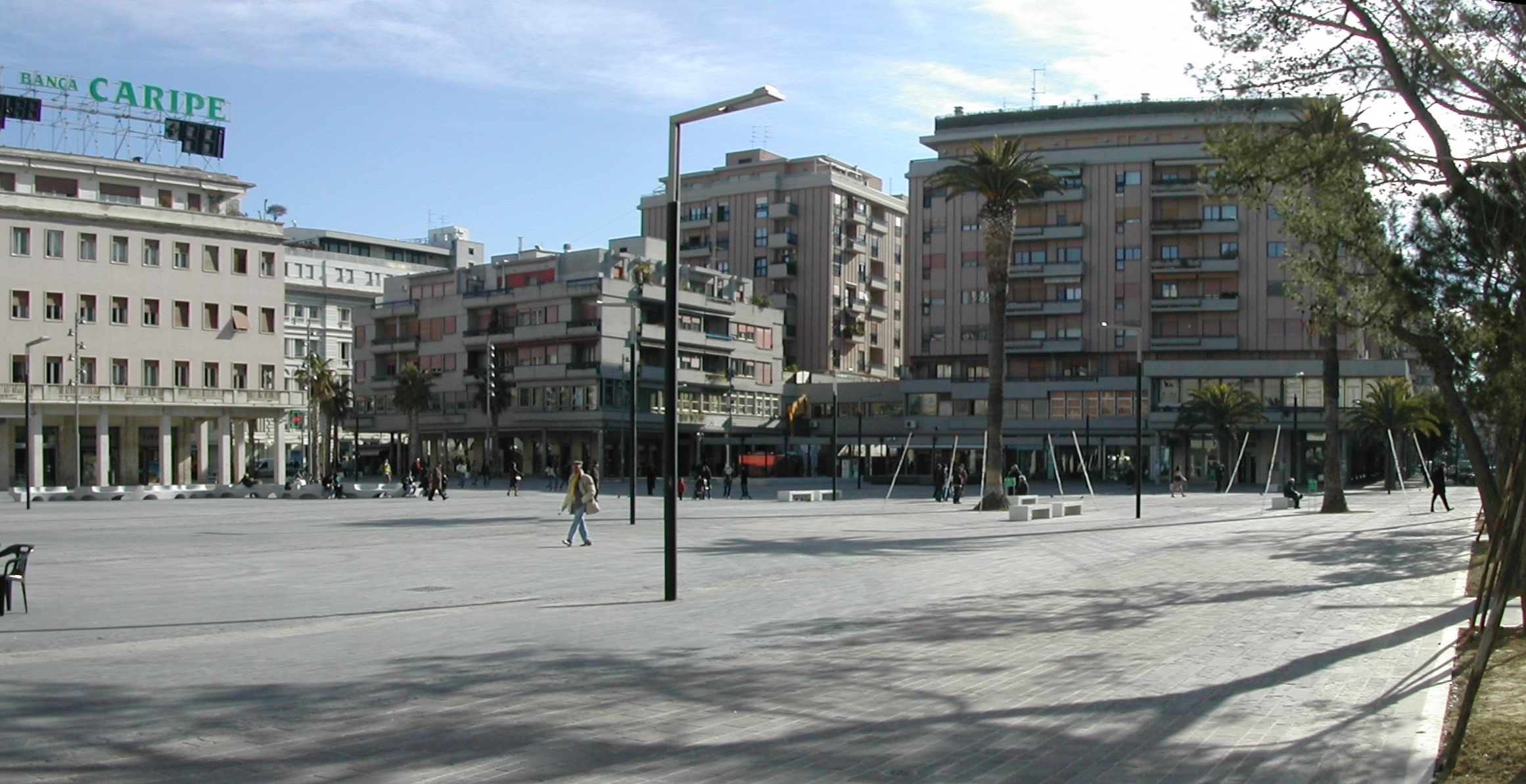
Il lato meridionale della piazza

- Palazzo Testa: nella zona meridionale della piazza, ospita nel suo cortile sculture dell'artista Vicentino Michetti.
- Palazzo Muzii: sorge sul lato sud-ovest della piazza e fu progettato da Vincenzo Pilotti e Attilio Giammaria nel 1928 e terminato nel 1930. Negli anni 1930 l'architetto Nicola Simeone apportò delle modifiche, realizzandovi anche un cinema al locale del pianterreno, che si apre verso la strada con un portico architravato su pilastri e colonne. I tre piani superiori mostrano un aspetto eclettico, con ordini di finestre inquadrate da contorni coronati da un timpano nel piano nobile, e contorni semplicemente architravati ai piani superiori. Al piano nobile, sull'angolo curvilineo tra corso Umberto e via Regina Margherita, si aprono dei balconi protetti da parapetti e balaustre. Il palazzo è l'unica architettura della piazza preesistente al secondo conflitto mondiale.
- Palazzo Verrocchio: situato a pochi metri dalla piazza, lungo corso Umberto I, il palazzo affaccia su piazza I Maggio; è stato costruito nel 1925 su progetto di Gennaro Partenza, ed abitato nel 1934 da Vittorio Verrocchio, da cui il nome, che ne fece un albergo. L'apparato decorativo si ispira ai motivi eclettici, con richiami all'architettura barocca nel portico convesso, che unisce i due corpi di fabbrica, e nei cantonali arrotondati composti da lesene binate. Altre lesene scandiscono i prospetti, quelle bugnate al pianterreno e quelle di ordine gigante che contengono due piani superiori. Le finestre sono regolari, incorniciate da decorazioni mistilinee e fitomorfe.
- Palazzo dei Portici: è la prima costruzione moderna eretta nella piazza durante la ricostruzione. Segue gli schematismi dell'architettura tardo razionalista ed è caratterizzato da regolari portici in marmo.
- Elefante di Vicentino Michetti: posto ai margini meridionali della piazza, l'opera risale agli anni 1970 ed è stata restaurata nel 2013 con un ritorno alla colorazione originale[15];  Michetti scelse un elefante di cemento come soggetto della scultura in polemica verso i numerosi monumenti in quel materiale che venivano eretti in città a quell'epoca.